# ピエール・ルヴェルディ
ピエール・ルヴェルディ（Pierre Reverdy、1889年9月11日 - 1960年6月17日）は、フランスの詩人。マックス・ジャコブ、ギヨーム・アポリネールとともに前衛芸術・文学雑誌『南北』を創刊し、主筆を務めた。特に同誌に掲載されたイマージュ論は、アンドレ・ブルトンを中心とするシュルレアリスム運動の理論化に大きな影響を及ぼした。また、キュビスムの詩人と称され、その美学論（リリスム）はピュリスムにも大きな影響を与えた。37歳でカトリックに帰依し、北西部サルト県のソレムに移り住み、詩的探求・創作に専念。ジョルジュ・ブラック、パブロ・ピカソ、フアン・グリスらキュビスムの画家との詩画集の制作は生涯にわたって続いた。

## 生涯

### 背景
ピエール・ルヴェルディは1889年9月11日、スペインとの国境に近いナルボンヌ（オクシタニー地域圏、オード県）に生まれた。助産婦が市役所に提出した出生届には、姓が書かれておらず、「アンリ＝ピエール」という名前のみで、生年月日は「1889年9月13日」、さらに「父親・母親不明」と書かれていた。当時、母ジャンヌ＝ローズ・テュルカン（旧姓エスクロピエ）の夫ヴィクトル＝レオポルド・テュルカンは2年前からアルゼンチンに住んでおり、二人が1985年に離婚したとき（1985年）、「アンリ＝ピエール」の出生届に実父の姓「ルヴェルディ」が記載された。息子と同名の実父アンリ＝ピエール・ルヴェルディがジャンヌ・ローズと結婚したのは2年後の1987年のことだが、ジャンヌ＝ローズが認知したのは1911年、ルヴェルディが22歳になったときのことであり、このとき初めて出生届に母親の氏名が記載されることになった。
父アンリ＝ピエールはノワール山脈のふもとでブドウを栽培していたが、ルヴェルディ家は代々教会の彫刻や石工の仕事を引き受けていた。母ジャンヌはルヴェルディの生後まもなくトゥールーズに移り住んだため、彼は義姉のアンリエットとともに同地で初等教育を受けた。両親の結婚後にナルボンヌのヴィクトル・ユーゴー中学校に入学したが、数年後に両親が離婚すると、母はアンリエットを連れて同じナルボンヌの別の地区に引っ越し、ルヴェルディは父親のもとに留まることになった。
オード県ナルボンヌを含む旧ラングドック＝ルシヨンはフランス最大のブドウ生産地の一つだが、19世紀中頃からの鉄道の発達に伴って大消費地パリ向けの並級のワインが大量に生産され、この頃、生産過剰、価格暴落、失業者増加といった深刻な問題に直面していた。この結果、1907年6月20日にナルボンヌのブドウ栽培者による大規模な暴動が起こり、死傷者が出る事態となった（1907年ブドウ栽培者の暴動：fr:Révolte des vignerons de 1907））。ルヴェルディの父はこの影響で破産し、土地を失うことになった。この事件は少年であったルヴェルディに精神的な痛手を与え、「体制とその奉仕者らに対する嫌悪」を抱かせたとされる。

### パリの前衛芸術・文学活動

#### 『南北』誌 - イマージュ論
1909年、徴兵制度により兵役に服する年齢に達したが、「心臓病」を理由に免除され、翌1910年、パリに出たルヴェルディは、友人の画家の紹介で当時まだ貧しかった画家や作家が住んでいたモンマルトルに部屋を借り、翌年、同地区ラヴィニャン通り13番地の「洗濯船（バトー・ラヴォワール）」の詩人マックス・ジャコブのもとに身を寄せた。ピカソが1906年から1907年にかけて『アビニヨンの娘たち』を描いた場所、キュビスムが誕生した場所として知られる古い木造家屋である。「洗濯船」に住んでいたのは、ピカソ、マックス・ジャコブのほか、同じくスペイン出身の画家フアン・グリスや彫刻家のパコ・ドゥリオことフランシスコ・ドゥリオ、オランダ出身の画家キース・ヴァン・ドンゲン、イタリア出身の画家アメデオ・モディリアーニ、詩人のアンドレ・サルモン、作家のピエール・マック・オルランらであったが、入居者だけでなく、モーリス・ド・ヴラマンク、ジョルジュ・ブラック、マリー・ローランサン、ギヨーム・アポリネール、アンリ・マティス、アンリ・ルソーなど多くの画家や作家が出入りする前衛芸術・文学の拠点であった。

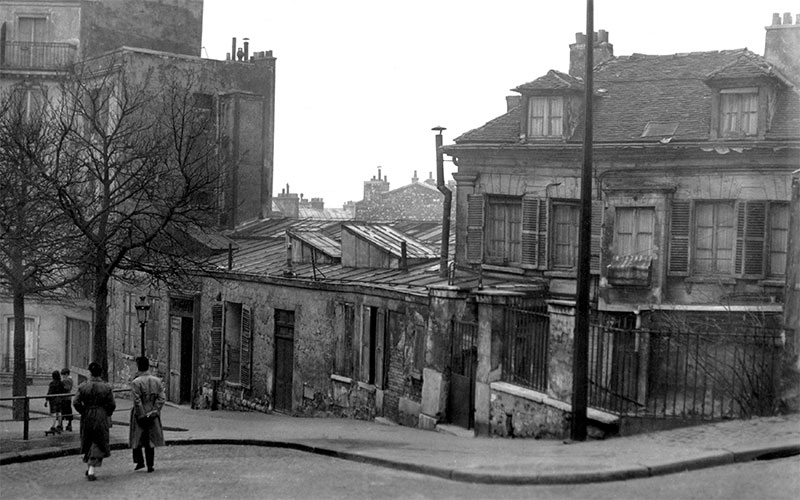
ルヴェルディ、ピカソらが住んでいたモンマルトルの「洗濯船」（1910年頃）

1917年3月に、マックス・ジャコブ、アポリネールとともに『南北』誌を創刊し、主筆を務めた。キュビスムの雑誌、ダダイスム、次いでシュルレアリスムの先駆けとされる前衛芸術・文学雑誌であり、誌名『南北』は、1910年にパリの2つの前衛芸術家・文学者の活動拠点モンマルトル（パリ北部）とモンパルナス（パリ南部）をつなぐ地下鉄が開通したことに因んで命名され、この2つの拠点をつなぐことを意図したものであった（「貧乏人のヴィラ・メディチ」と呼ばれ、主に亡命画家のマルク・シャガール、シャイム・スーティンらが住んでいたモンパルナスの「ラ・リューシュ（蜂の巣）」は、モンマルトルの「洗濯船」に匹敵する若い芸術家の活動拠点であった）。発行部数は100～200部と少なかったが、1917年3月15日から1918年10月まで計16号刊行され、資金援助をしたのは、ピカソの『アビニヨンの娘たち』を購入するなど美術品蒐集家としても知られる服飾デザイナーのジャック・ドゥーセや、芸術サロンを主催し、ココ・シャネルと最も親しかったミシア・セールらであった。ルヴェルディはこうした付き合いから、当時シャネルと恋愛関係にあったとされ、ミシア・セールは、ルヴェルディはシャネルが「初めて本気で愛した男性である」とすら語っていた。
『南北』誌の主な寄稿者は、ジャコブ、アポリネール、ルヴェルディのほか、ジョルジュ・ブラック、チリ出身の詩人ビセンテ・ウイドブロ、アンドレ・ブルトン、トリスタン・ツァラ、ジャン・コクトー、ルイ・アラゴン、フィリップ・スーポー、ポール・デルメ、イタリアの作家、劇作家、作曲家のアルベルト・サヴィニオらであった。ルヴェルディは月刊コラムを担当し、詩を発表するほか、「キュビスムについて」 をはじめとするキュビスムの友人ピカソやブラックに関する記事、「文学的美学論」、「伝統」、「イマージュ」などの評論を掲載している。特に彼のイマージュ論は若いブルトン、ひいてはシュルレアリスムの運動の理論化に大きな影響を及ぼし、ブルトンの『シュルレアリスム宣言』（1924年）において引用されている。
ただし、ブルトンは、「シュルレアリスム的な」イメージは、無関係な現実（レアリテ）や事物を意図的に接近させるのではなく、あくまでも偶然の産物でなければならないと考えていた。また、美的なものは対象として存在するのでなく、作品の制作過程から生まれるというルヴェルディの美学論はピュリスム理論の確立にも大きな影響を与えた。一方、ジョアン・ミロは、この雑誌を主宰したルヴェルディと、彼を中心とする活気に満ちた新たな芸術運動に捧げる油彩『南北』を発表。さらに、ルヴェルディは後に評伝『パブロ・ピカソ』（1924年）を著すことになるが、ピカソは、ルヴェルディは「絵を描くように（詩を）書こうとしている」と評した。

#### ダダイスム
1916年に詩人、画家、彫刻家のピエール・アルベール＝ビロが創刊した『SIC』（Sons (音)、Idees (思想)、Couleurs (色彩) の頭文字をつなげた誌名）もこの頃には、『南北』誌と並んで前衛芸術・文学作品を次々と掲載するようになり、特に1918年にアラゴン、スーポー、ツァラ、ジャン・コクトー、フランシス・ピカビアらダダイストが活動の場とし、ルヴェルディも1918年10月から翌1919年10月まで随筆、詩、小説（連載）をしている。1919年2月にブルトン、アラゴン、スーポーによって『リテラチュール（文学）』誌が創刊された。創刊号には3人のほか、ルヴェルディ、アンドレ・ジッド、ポール・ヴァレリー、レオン＝ポール・ファルグ、アンドレ・サルモン、マックス・ジャコブ、ブレーズ・サンドラール、ジャン・ポーランが名を連ねているが、まもなくポール・エリュアール、次いでルネ・クルヴェル、ロベール・デスノスが参加。翌1920年1月にチューリッヒからパリに活動拠点を移したツァラらダダイストが参加し、ダダの機関誌とみなされるようになった。ルヴェルディは創刊号に「白紙委任状」と題する記事を掲載しているが、これは、当初彼がブルトンに誌名として提案したものでもあり、既成の秩序の否定・破壊し、既存の文学を文字通り「白紙」に戻すことで新しい表現を生み出そうとするダダイスムの思想を象徴する概念であり、これに対して、「リテラチュール（文学）」という誌名は、このような文学の白紙化をアイロニーとして表現したものとなっている。だが、早くも1921年にはツァラとブルトンの対立が露わになり、『コメディア』紙上で激しい論争を展開。ダダイスム運動の内部でもツァラ派とブルトン派が衝突する事件が重なった。この結果、『リテラチュール』誌は1921年8月に13号をもっていったん終刊となり、1922年3月に再刊。1924年6月まではブルトンが一人で主筆を務め、彼の友人であるピカビア、ピカソ、マルセル・デュシャン、マン・レイらの作品が表紙を飾るようになった。

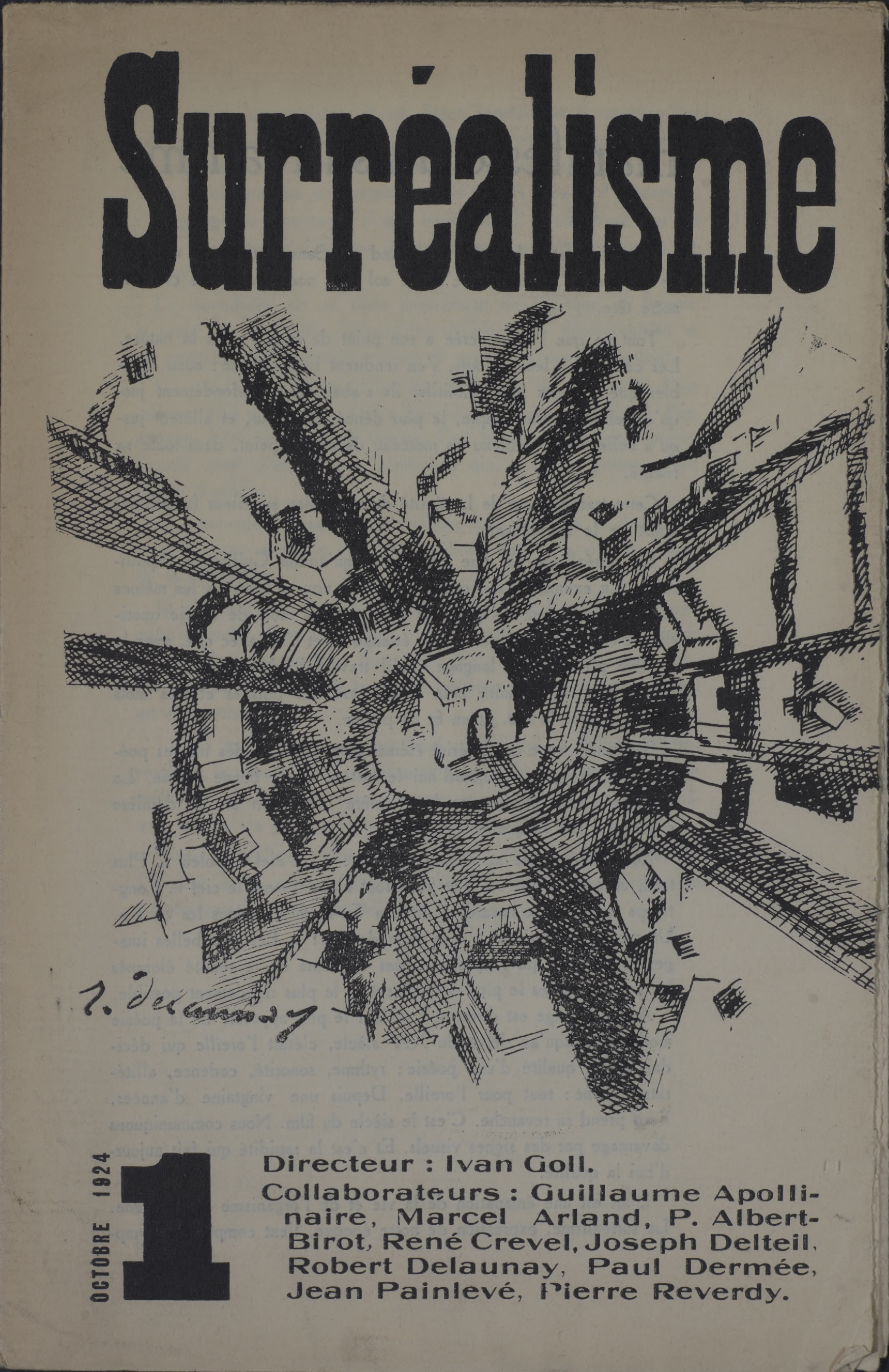
ルヴェルディが寄稿したイヴァン・ゴル主宰の『シュルレアリスム』誌創刊号（1924年、表紙画：ロベール・ドローネー）

#### シュルレアリスム
『リテラチュール』誌第2シリーズが終刊した1924年は、パリ7区のグルネル通りにシュルレアリスム研究所が設立され、「シュルレアリスム宣言」が発表された年である。ところが、無意識、夢、想像力、自動記述、「驚嘆」といった主な概念を中心にしてシュルレアリスムを定義し、その実践としてのイマージュやコラージュを掲載したブルトンの「シュルレアリスム宣言」 が発表される2週間前に、詩人イヴァン・ゴルが同名の『シュルレアリスム』誌を創刊していたため、二人の間にこの言葉の使用をめぐって対立が生じた。結局、ゴルは『シュルレアリスム』誌を撤回せざるを得なくなったが、創刊号には、『南北』誌などでブルトンと活動を共にしていたルヴェルディ、アポリネール、クルヴェル、ポール・デルメのほか、『SIC』の創刊者アルベール＝ビロ、キュビスムの画家ロベール・ドローネーらも寄稿していた。
1924年末に文芸誌『シュルレアリスム革命』が創刊された。最初の4号はピエール・ナヴィルとバンジャマン・ペレが編集、以後はアラゴンが中心となって1929年まで5年にわたって、思考や想像力を解放する自動記述、睡眠実験（催眠術）、夢、霊媒現象、デペイズマン、コラージュ、無意識、不条理、客観的偶然などシュルレアリスムの重要なテーマをすべて取り上げ、運動の最も重要な雑誌の一つとなった。主な寄稿者は、ブルトン、アラゴン、エリュアール、バンジャマン・ペレ、アントナン・アルトー、ロベール・デスノス、ミシェル・レリスらであり、ルヴェルディは創刊号にピカソの挿絵入りで「城壁に挟まれて夢見る男」という記事を掲載したのみであった。
ルヴェルディはこのほか、『クロニック』誌（主な寄稿者はマルセル・アルラン、ジョルジュ・ベルナノス、マルセル・ブリヨン、ポール・クローデル、ジャン・コクトー、T・S・エリオット、ジュリアン・グリーン、ルイ・ギユー、マックス・ジャコブ、アンリ・マティス、フランソワ・モーリアック、ライナー・マリア・リルケ、ジャック・リヴィエール、ジュゼッペ・ウンガレッティと多彩である）や、トゥールーズでルネ・ラポルトらが主宰した文芸誌『レ・カイエ・リーブル』 などにも詩を寄稿しており、パリを中心とする前衛芸術・文学運動からはある程度距離を置いている。また、シュルレアリストの一部はこの頃、共産党に入党し、芸術・文学革命であるシュルレアリスムを社会革命につなげようとしていた。この結果、ブルトンは1929年の『シュルレアリスム革命』誌最終号に「シュルレアリスム第二宣言」を掲載し、唯物史観（マルクス主義、ロシア革命）を支持しながらも、共産党の方針や権威主義を批判し、これに基づいて後続誌『革命に奉仕するシュルレアリスム』 が創刊されたが、ルヴェルディは同誌には参加せず、1933年に同誌が終刊になった後、美術専門の出版社スキラを創設したアルベール・スキラ らがこれを受けて創刊した雑誌『ミノトール』には再び参加している（創刊号の表紙はミノタウロスのモチーフによるピカソのコラージュ）。同誌は、シュルレアリスムの精神を受け継ぎながらも、これを新しい芸術・文学理論につなげていくことを目的とした雑誌であり、シュルレアリスムの思想、芸術論、政治観を伝えるだけでなく、前衛芸術・文学のあらゆる思想を紹介するものであった。実際、エリュアール、ブルトン、ダリ、ミシェル・レリスらシュルレアリストのほか、フロイトの理論を発展させた精神分析家ジャック・ラカン、すでに処女小説『眼球譚』を発表していたジョルジュ・バタイユ、シュルレアリスムを批判的に受け継ぎ、バタイユを発起人として結成された社会学研究会 に参加したロジェ・カイヨワらも寄稿している。また、表紙画や挿絵は、ピカソ、ダリ、デュシャン、ミロ、マティス、アンドレ・ドラン、フランシスコ・ボレス、ルネ・マグリット、マックス・エルンスト、アンドレ・マッソンによるものである。ルヴェルディもまた、『ミノトール』誌の創刊号から「現在についての永遠の覚書」など主に芸術論に関する重要な記事を掲載しており、これは没後出版の同名の『現在についての永遠の覚書 ― 芸術論 (1923-1960)』に収められることになる。
このように、ルヴェルディはダダイスム、シュルレアリスムの運動に参加しながらも、自動記述などの実験的な活動や政治的な活動に参加することはなく、独自のリリスム（リリシズム、抒情性）、詩人の感情表現としてのロマン主義的なリリスムとは一線を画す、独自のイマージュ論のさらなる展開としてのリリスムを追求し続け、1910年代後半から20年代中頃にかけて『タランの盗人』、『屋根のスレート』、『迷彩服の騎手』（以上3作についてはツァラが『ランプの営み』において論じている。以下参照）、『眠るギター』、『描かれた星たち』、『縊り縄』、『天の漂着物』（これまで発表した詩をまとめたもの）、『海の泡』と代表作を次々と発表した。これらの詩集のほとんどがジョルジュ・ブラック、マティス、フアン・グリス、アンドレ・ドラン、ピカソ、アメデオ・モディリアーニ、マルク・シャガールらによる挿絵や肖像画入りである（著書一覧参照）。

### ソレム - 模索の時期あるいは転換期

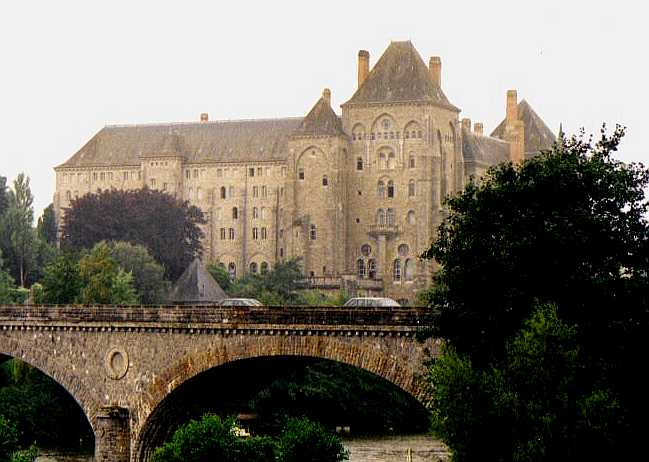
サン・ピエール・ド・ソレム修道院

1926年、37歳のときに、ルヴェルディは芸術・文学によっては表現し尽くせないより深い精神性、瞑想を求めてカトリックに帰依した。さらに友人の前で原稿を焼却し、妻アンリエットとともにパリを去って北西部ソレム（ペイ・ド・ラ・ロワール地域圏、サルト県）のサン・ピエール・ド・ソレム修道院の近くに移り住み、以後、1960年に没するまで、窮乏と孤独のうちに隠者のような生活を送ることになった。とはいえ、1930年までは『毛皮の手袋』、『はね返るボール』、『風の泉』、『白い石』などの代表作を発表し続け、30年代にも文芸誌に寄稿しているが、次の詩集『屑鉄』が発表されるまで7年間のブランクがある。この間に書かれた散文作品や「詩日記」と呼ばれる作品は後に作品集として発表されることになるが、詩による表現においては模索の時期あるいは転換期であった。このことは、詩集『屑鉄』に収められた作品が、これ以前の詩とは性質や方向性を異にすることからも明らかである。一つには、上述のようにロマン主義的なリリスムとは一線を画しながらも、「私」的表現、「詩情としての感情」の表現に向かっている。この点で、精神性の探求の一環としてカトリックに帰依した詩人が、『屑鉄』では、「信仰は茨のしげみに」変わってしまい、もはや彼を「覆い隠す」ものではなく、「世界のなかに自己を失う」と語る。残るのは「優しさの灰あるいは愛の塩」や「いっそう乾いたパンと固くなりすぎた心」だけである（「引き裂かれた心」）。これは詩人としての創造においては、イマージュ論で「精神の純粋な創造物」とされた静的なイマージュを越えて、「未知へと向かう希求」、「情動でいっぱいになったひとの内面が、不可避に起こす外へ向けられた爆発」と定義されるリリスムの探求であり、同時にまたこの探求の困難さ、繰り返し直面する挫折と絶望であり、さらには、にもかかわらず、この「最も低い鉱山（坑道）そして不幸の腐植土に厚く覆われた大地から再び出発」しようとする詩人の苦闘である。
このように、純粋に詩的・芸術的な表現、そして静的なイマージュから動的なリリスムの探求を目指すルヴェルディは、第二次大戦中もソレムの小村で孤独な生活を続け、ルネ・シャールやアルベール・カミュのように対独レジスタンス運動に直接参加することも、また、ルイ・アラゴンやポール・エリュアールのように地下出版によるレジスタンスに参加することもなかった。これについてルヴェルディは「詩の状況」と題する記事を発表し、「バリケードを張ること」は必要であっても、「バリケードを張りながら、同時にまたバリケードを歌うこと」、すなわち抵抗の詩を書くことはできないと語っている。
戦後、大戦中に書かれた43編の詩とピカソによる125点のリトグラフを掲載した詩画集『死者たちの歌』が発表された。1930年から1936年にかけて書かれた詩日記が『私の航海日誌』として1948年に『メルキュール・ド・フランス』誌社から刊行され、このほかにもブラックやミロとの共同制作による詩画集が発表された。
ルネ・シャールからの依頼により、ピュトー派キュビスムの画家ジャック・ヴィヨンの挿絵による詩画集の制作を開始したが、実現を見ないまま、1960年6月17日にソレムにて70歳で死去。この詩画集のために書かれた詩は、ピカソの挿絵（アクアチント10点）入りで1966年に『流砂』として刊行された。

## 追悼、評価、影響
ルイ・アラゴンは、ルヴェルディの没後、「ソレムに黒い太陽が沈んだ」と題する追悼文を発表し、20代のスーポー、ブルトン、エリュアール、そしてアラゴン自身にとって、ルヴェルディは「世界の純粋さそのもの」、「模範的な詩人」であり、時を経てもなお、「我々の若い頃のこのイメージ、この黒い意識、この拒絶、この影の声を曇らせることは決してなかった」と語っている。
敬愛する詩人としてルヴェルディを挙げているジャズ評論家ユーグ・パナシエは、彼の詩を「いつの時代にも一流の、密集して切れ目のない、本物の詩」と評し、終戦直後の1946年に発表した『ジャズの12年間』では26章すべてのエピグラフにルヴェルディの詩句が掲げている。
作曲家アンドレ・ジョリヴェ、アンリ・バロー、ルネ・レイボヴィッツ はそれぞれルヴェルディの詩に曲を付けて発表している。
また、トリスタン・ツァラは、閉ざされた部屋、どこにも通じない階段、窓も戸もない家など沈黙や不動、静止の状態を「精神の純粋な創造物」である絵画的なイマージュとして提示する、キュビスムの詩と称された初期の作品『タランの盗人』や『屋根のスレート』において、詩人は宇宙的精神の均衡状態に達し、次作の『迷彩服の騎手』においてはさらに明確、自由かつ宇宙的な「確かさ」へと向かっていると評している。

## 著書
以下、「小説」等と書かれていないものはすべて詩集。初期の印刷会社 (Imprimerie) が記されたものは自費出版。
| 邦題                                              | 原題                                        | 書誌情報 |
| ------------------------------------------------- | ------------------------------------------- | --- |
| 『散文詩集』                                      | Poèmes en prose                             | Paris, Imprimerie Birault, 1915 - フアン・グリス、アンリ・ローランスによる挿絵 |
| 『楕円形の天窓』                                  | La Lucarne ovale                            | Paris, Imprimerie Birault, 1916 |
| 『数篇の詩』                                      | Quelques poèmes                             | Paris, Imprimerie Birault, 1916 |
| 『タランの盗人』（小説）                          | Le Voleur de Talan                          | Paris, Imprimerie Birault, 1916 |
| 『屋根のスレート』                                | Les Ardoises du toit                        | Paris, Imprimerie Birault, 1918 - ジョルジュ・ブラックによる素描2枚 |
| 『迷彩服の騎手』                                  | Les Jockeys camouflés                       | Paris, À la Belle Édition 1918 - アンリ・マティスによる素描5枚 |
| 『眠るギター』                                    | La Guitare endormie                         | Paris, Imprimerie Littéraire, 1919 - フアン・グリスによる素描4枚（うち1枚はルヴェルディの肖像） |
| 『自己防衛』（評論）                              | Self defense                                | Paris, Imprimerie Littéraire, 1919 |
| 『描かれた星たち』                                | Étoiles peintes                             | Paris, Editions du Sagittaire, 1921 - アンドレ・ロランによるエッチング1枚 |
| 『縊り縄』                                        | Cravates de chanvre                         | Paris, Éditions Nord-Sud, 1922 - パブロ・ピカソによるエッチング3枚 |
| 『パブロ・ピカソ』（評論）                        | Pablo Picasso                               | Paris, Éditions de la NRF (新フランス評論), 1924 - ピカソの絵画・素描の複写26枚 |
| 『天の漂着物』                                    | Les Épaves du ciel                          | Paris, Éditions de la NRF, 1924 - これまでに発表された詩集をまとめたもの |
| 『海の泡』                                        | Écumes de la mer                            | Paris, Éditions de la NRF, 1924 - ピカソによるルヴェルディの肖像 |
| 『大自然』                                        | Grande nature                               | Paris, Éditions des Cahiers Libres, 1925. |
| 『人間の皮膚』（短編集）                          | La Peau de l'homme                          | Paris, Éditions de la NRF, 1924 |
| 『毛皮の手袋』（散文集）                          | Le Gant de crin                             | Paris, Plon, 1927 |
| 『はね返るボール』                                | La Balle au bond                            | Marseille, Les Cahiers du Sud, 1928 - アメデオ・モディリアーニによるルヴェルディの肖像 |
| 『風の泉』                                        | Sources du vent                             | Paris, Maurice Sachs, 1929 - ピカソによるルヴェルディの肖像 |
| 『ガラスの水たまり』                              | Flaques de verre                            | Paris, Éditions de la NRF, 1929 |
| 『白い石』                                        | Pierres blanches                            | Carcassonne, Éditions d'Art Jordy, 1930 - マルク・シャガールによるルヴェルディの肖像と口絵 |
| 『危険と脅威』（短編集）                          | Risques et périls                           | Paris, Éditions de la NRF, 1930 |
| 『屑鉄』                                          | Ferraille                                   | Bruxelles, les Cahiers du Journal des Poètes, 1937 |
| 『満杯』                                          | Plein verre                                 | Nice, Éditions des Îles de Lérins, 1940 |
| 『いつでも』                                      | Plupart du temps                            | Paris, Gallimard, 1945 - 1915年から1922年にかけて発表された詩集をまとめたもの |
| 『顔』                                            | Visages                                     | Paris, Le Chêne, 1946 - マティスのリトグラフ40枚 |
| 『死者たちの歌』                                  | Le Chant des morts                          | Paris, Tériade Éditeur, 1948 - 大戦中に書かれた43編の詩とピカソによる125点のリトグラフを掲載した詩画集                                                                                                 |
| 『私の航海日誌』                                  | Le Livre de mon bord                        | Paris, Mercure de France, 1948 - 1930年から1936年までの詩日記 |
| 『手仕事』                                        | Main d'œuvre                                | Paris, Mercure de France, 1949 - 既刊の『大自然』、『はね返るボール』、『風の泉』、『白い石』、『屑鉄』、『満杯』、『死者たちの歌』に未刊の『ドライドッグ (Cale sèche)』と『緑の森 (Bois vert)』を所収 |
| 『体系的冒険』                                    | Une aventure méthodique                     | Paris, Mourlot, 1950 - ブラックによるリトグラフ38枚 |
| 『金の輪』（歌詞）                                | Cercle doré                                 | Paris, Mourlot, 1953 - ブラックによるリトグラフ1枚 |
| 『詩情という感情』                                | Cette émotion appelée poésie                | Paris, Mercure de France, 1950 - 1945年から1947年にかけてソレムで書かれた詩や散文 |
| 『天井の太陽に』                                  | Au soleil du plafond                        | Paris, Tériade Éditeur, 1955 - フアン・グリスによるリトグラフ11枚 |
| 『乱雑に』                                        | En vrac                                     | Monaco, Éditions du Rocher, 1956 |
| 『海の自由』                                      | La Liberté des mers                         | Paris, Maeght éditeur, 1959 - ブラックによる挿絵 |
| 『流砂』                                          | Sable mouvant                               | Paris, Louis Broder, 1966 - ピカソのアクアチント10枚 |
| 『現在についての永遠の覚書 ― 芸術論 (1923-1960)』 | Note éternelle du présent: écrits sur l'art | Paris, Flammarion, 1973 |
| 『詞華集』                                        | Anthologie                                  | Paris, La Différence, Collection « Orphée », 1989 - クロード・ミシェル・クリュニー編 |
| 『全集』（全2巻）                                 | Œuvres complètes                            | Paris, Flammarion, 2010 |

## 邦訳
- 大島博光訳「詩人たち / 精神は出てゆく / 戦闘 / パリのクリスマス / 鐘の音 / 秘密 / つれない心」『現代世界詩選』斎藤磯雄、大沢実、福田陸太郎、浅井真男編『三笠版 現代世界文学全集 27』三笠書房、1955年
- 高橋彦明訳「毛皮の手袋・私の航海日誌」窪田般彌編『現代フランス詩論（世界詩論大系1）』思潮社、1964年
- 高橋彦明訳、ジャン・ルスロ、ミシェル・マノル共編『ピエール・ルヴェルディ』思潮社（セリ・ポエティクII）1969年
- 窪田般彌訳「ピエール・ルヴェルディ（風と精神 / いつもひとりで / 線と形象 / 露天のもと / パリのクリスマス / 厳しい生活 / 待っているもの / 眼の前の世界）」窪田般彌編『現代詩集I ― フランス（世界詩人全集20）』新潮社、1979年
- 高村智訳「ピエール・ルヴェルディ」『はずむ球』街の太陽 / 瞼のうしろ / そこかあそこ / いずこかしらず / 焰 -『風の泉』言葉がおりる / 太鼓を鳴らして / 海にむかって / 降下 - 高橋彦明訳・解説「イマージュ論」『シュルレアリスムの詩（シュルレアリスム読本1）』思潮社、1981年
- 佐々木洋訳『ピエール・ルヴェルディ詩集』七月堂、2010年 -『散文詩集』詩人たち / 旅人とその影 / 満天の星 / 前線 / 行列 -『楕円形の天窓』あの当時… / 春の欠落部分 / 静止した現実 / 夜の労働者たち / もう眠れない… / やがて -『屋根のスレート』それぞれのスレートの上で… / 宿屋 / 文字盤 / ランプシェード / 道 / 出発 / 雲の切れ間 / 鐘の音 / 奇跡 / 先端 / 秘密 / 獣 / 翼 / 遊牧民 / 正面 / 十字路 / 偽の門または肖像画 / 忍耐 / 想い出 / 蒼い棒 -『描かれた星たち』内的な運動 / 暴動 -『縊り縄』曇り空 / 乾いた舌 -『大自然』この想い出 / 私はすべてに執着していた -『はね返るボール』閉ざされた畑 / 終わった男 / 星々の通りの果てで / 時は過ぎ去る / 苦悩 / この世の者でないとき / 炎 / 触れられない現実 / 海の刻 / 港 -『風の泉』曲がりくねった道 / 言葉が降りる / 眺め / むこうへ / 金の角 / 何という変わり方 / 時計の前に / つま先立って / 果てのない旅 / ゆれ動く風景 / またしても愛 / 旅 -『白い石』単調な岸辺 / 思い出 / 黒い舟 / 真相 / いや何も / あがく -『屑鉄』曲がりくねった心 / 愛 / X / 待機 / 心臓の鼓動 -『満杯』虹 / 一滴ずつ -『死者たちの歌』失われた部分 / 火も炎もなく / 二重鍵をかけて / 鉄の健康 / 過度に / 垂直に / ほろ酔い加減の頭 / 鉛の重荷 -『緑の森』生身の体 / そして今は -『ドライドッグ』断腸 / 外で
- 平林通洋・山口孝行訳『魂の不滅なる白い砂漠　詩と詩論』幻戯書房〈ルリユール叢書〉、2021年
- Sable mouvant (流砂), Louis Broder, 1966（ルヴェルディの詩とピカソのアクアチントの詩画集。原著を徳島県立近代美術館が所蔵）

## 参考資料
- Robert V. Kenny (1989), Le Nom Effacé, Nottingham French Studies, 28 (2), pp. 4-25.
- Ron Padgett (2017), La chambre de Pierre (traduit par Lola Créïs et Claude Moureau-Bondy), Cahier critique de poésie (CCP).
- Michèle Tillard, Pierre Reverdy (1889-1960), Philo-lettres.
- 小浜俊郎 (1983)、ピエール・ルヴェルディは転回したか ― 詩集 "Ferraille" について、『慶應義塾創立一二五周年記念論文集（法学部一般教養関係）』慶應義塾大学法学部、51-74頁。
- Henri Lemaître, REVERDY PIERRE (1889-1960), Encyclopædia Universalis.
- 友井伸一 (2012)、（所蔵作品調査レポート）パブロ・ピカソの『流砂』(1966年刊) について、『徳島県立近代美術館 研究紀要』第13号、徳島県立近代美術館、3-27頁。
- 宇多瞳 (2013)、ブルトンの芸術論とルヴェルディのリリスム概念（博士論文）、同志社大学大学院文学研究科。
- Pierre Reverdy, Éditions Larousse - Encyclopédie Larousse en ligne.
- ピエール・ルヴェルディ著、高橋彦明訳・解説「イマージュ」『シュルレアリスムの詩（シュルレアリスム読本1）』思潮社1981年、258-260頁。
- Pierre Reverdy (1970), Trente-deux lettres inédites à André Breton, Études littéraires, 3 (1): 97–120.
- 山口孝行 (2012)、ピエール・ルヴェルディと「レアリテのリリスム」、『フランス語フランス文学研究』第101巻、日本フランス語フランス文学会、2012年、159-174頁。
- Michel Collot (2014), « Cette émotion appelée poésie » (Pierre Reverdy), Fabula / Les colloques, L'émotion, puissance de la littérature.
- トリスタン・ツァラ『ランプの営み』宮原庸太郎訳、書肆山田、2010年。